# Phaeogenes glaucus
Phaeogenes glaucus là một loài tò vò trong họ Ichneumonidae.